# Gare de Spiez
La gare de Spiez (en allemand, Bahnhof Spiez), est une gare ferroviaire de Suisse, située dans la ville bernoise de Spiez.

## Situation ferroviaire
La gare est située au point kilométrique (PK) 9,7 de la Thunerseebahn (ligne de Thoune à Interlaken).